# 寛仁
寛仁 (かんにん、旧字体：寛󠄁仁)は、日本の元号の一つ。長和の後、治安の前。1017年から1021年までの期間を指す。この時代の在位した天皇は、後一条天皇（第68代）。

## 改元
- 長和6年4月23日（ユリウス暦1017年5月21日） 、改元。
- 寛仁5年2月2日（ユリウス暦1021年3月17日） 、「治安」に改元。

### 藤原道長の執着
「寛仁」は藤原道長が執着した元号として知られる。そもそも、「寛仁」は長保6年・寛弘元年（1004年）の改元の際に、大江匡衡が勘申したが、左大弁・藤原忠輔の意見により「仁」が一条天皇の諱（懐仁）にあるため避けるべきとされていた元号だった。
次の寛弘9年・長和元年（1012年）の改元にて、道長は「『寛仁』を勘申せよ」と二人の文章博士大江通直と菅原宣義に度々言ったものの、二人は出典が見つけられないとして、その勘申を拒んだ。しかしながら、「寛仁」は道長から相談された際、藤原実資も『漢書』から「寛仁愛人、意翻如也。」の出典を即答しており、「出典が見つけられない」は苦しい言い訳といえる。
そしてこの寛仁元年の際にも、道長は「寛仁」に執着したが、通直と宣義は「寛仁」を勘申しなかった。2月21日、右大臣・藤原顕光から二人の勘文を見せられた道長は「不快である。変えさせるべきだ」と命じたが、4月23日の改元定でも、二人が「寛仁」を勘申することはなかった。一方で、藤原広業は「寛仁」を勘申し、左大臣・藤原顕光も一条天皇の諱に「仁」が有るといえども、一文字だけなら避けるべきものではないと主張し、新元号は寛仁に決まった。なお、信義は直前の4月22日に死亡したため、彼の候補は忌むべきものとして候補から外された。
通直らが、かたくなに「寛仁」を勘申しなかった理由について、今浜(1987)は、唐人が玄宗の諱（隆基）を避けて「永隆」を「永崇」といった故事にならったのではないかとしている。

### 候補[11]
| 勘申者               | 候補                   |
| -------------------- | ---------------------- |
| 故文章博士・菅原宣義 | 永貞・淳徳・建徳       |
| 式部大輔・藤原広業   | 寛仁・天受・地寧       |
| 文章博士・大江通直   | 乾道・崇徳・淳徳・寛徳 |

## 寛仁期に起きた主な出来事
- 1017年（寛仁元年）
  - 8月 - 越中国の百姓、国司の善状を提出する。
  - 11月 - 伊勢国の百姓、国司藤原孝忠の重任を申請する。

- 1019年（寛仁3年）
  - 3月27日 - 対馬国に、刀伊の入寇。4月13日までに、壱岐国、筑前国、肥前国も襲撃を受ける。

- 1020年（寛仁4年）
  - 12月26日 - 前加賀守だった源政職の邸宅に群盗が押し入り、政職が殺害される[12]。

## 西暦との対照表
※は小の月を示す。
| 寛仁元年（丁巳） | 一月※     | 二月  | 三月※ | 四月※ | 五月    | 六月※ | 七月※ | 八月  | 九月  | 十月※ | 十一月  | 十二月   |           |
| ---------------- | --------- | ----- | ----- | ----- | ------- | ----- | ----- | ----- | ----- | ----- | ------- | -------- | --------- |
| ユリウス暦       | 1017/1/31 | 3/1   | 3/31  | 4/29  | 5/28    | 6/27  | 7/26  | 8/24  | 9/23  | 10/23 | 11/21   | 12/21    |           |
| 寛仁二年（戊午） | 一月      | 二月※ | 三月  | 四月※ | 閏四月※ | 五月  | 六月※ | 七月※ | 八月  | 九月  | 十月※   | 十一月   | 十二月    |
| ユリウス暦       | 1018/1/20 | 2/19  | 3/20  | 4/19  | 5/18    | 6/16  | 7/16  | 8/14  | 9/12  | 10/12 | 11/11   | 12/10    | 1019/1/9  |
| 寛仁三年（己未） | 一月      | 二月※ | 三月  | 四月※ | 五月※   | 六月  | 七月※ | 八月※ | 九月  | 十月※ | 十一月  | 十二月   |           |
| ユリウス暦       | 1019/2/8  | 3/10  | 4/8   | 5/8   | 6/6     | 7/5   | 8/4   | 9/2   | 10/1  | 10/31 | 11/29   | 12/29    |           |
| 寛仁四年（庚申） | 一月      | 二月※ | 三月  | 四月※ | 五月    | 六月※ | 七月  | 八月※ | 九月※ | 十月  | 十一月※ | 十二月   | 閏十二月  |
| ユリウス暦       | 1020/1/28 | 2/27  | 3/27  | 4/26  | 5/25    | 6/24  | 7/23  | 8/22  | 9/20  | 10/19 | 11/18   | 12/17    | 1021/1/16 |
| 寛仁五年（辛酉） | 一月※     | 二月  | 三月  | 四月※ | 五月    | 六月※ | 七月  | 八月※ | 九月  | 十月※ | 十一月※ | 十二月   |           |
| ユリウス暦       | 1021/2/15 | 3/16  | 4/15  | 5/15  | 6/13    | 7/13  | 8/11  | 9/10  | 10/9  | 11/8  | 12/7    | 1022/1/5 |           |